# 白井義男 対 パスカル・ペレス戦
白井義男 対 パスカル・ペレス戦（しらいよしお たい パスカルペレスせん）は、1954年11月26日に行われたプロボクシング世界フライ級タイトルマッチである。王者白井義男（日本）が5度目の防衛に失敗。翌年5月30日のリターンマッチでもパスカル・ペレス（アルゼンチン）が勝利した。第2戦の視聴率は96.1%を記録した。